# Tortue à nez de cochon
Carettochelys insculpta
Genre
Espèce
Synonymes
- Carettochelys insculpta canni Wells, 2002

Statut de conservation UICN

 EN A2bd+4bd : En danger
Statut CITES
La Tortue à nez de cochon, Carettochelys insculpta, unique représentant du genre Carettochelys, est une espèce de tortues de la famille des Carettochelyidae. Elle est classée en annexe II de la CITES (commerce réglementé). C'est la seule tortue d'eau douce dotée de nageoires et d'une carapace recouverte de cuir.

## Répartition
Cette espèce se rencontre en Nouvelle-Guinée et dans le Territoire du Nord en Australie.

## Description

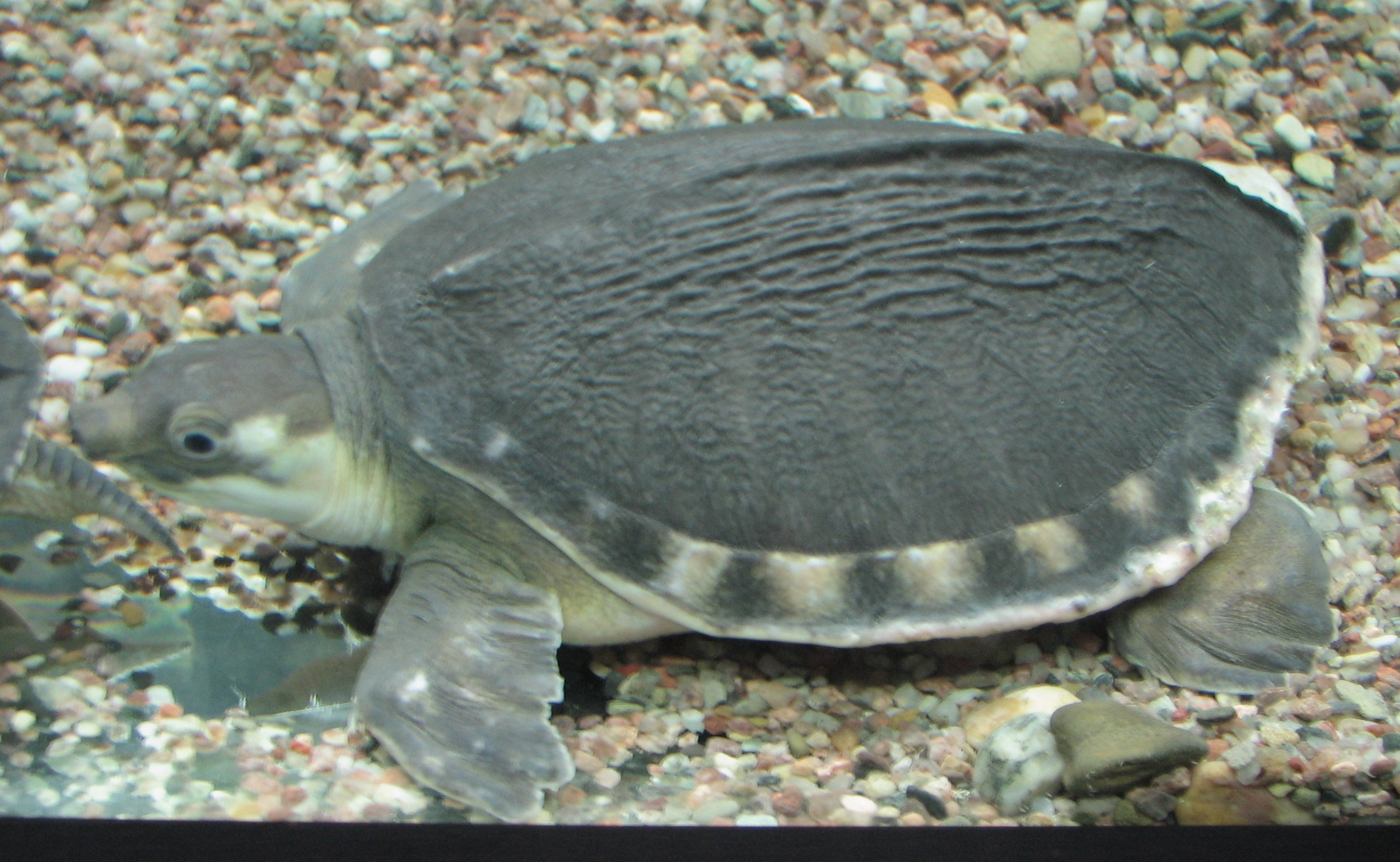
Carettochelys insculpta

La tortue à nez de cochon est une espèce unique en son genre pour une tortue d'eau douce. Elle mesure environ 55 cm de long pour un poids de 22,5 kg pour les plus grandes. Leur carapace est uniformément grise sur le dos avec une texture rappelant le cuir tandis que le plastron est couleur crème. Les pattes sont transformées en nageoires comme chez les tortues de mer. Le nez ressemble au groin du cochon d'où son nom. Le mâle se distingue de la femelle par sa queue beaucoup plus longue.

## Alimentation
C'est un animal omnivore consommant une grande variété de plantes et d'animaux mais son alimentation préférée semble être les feuilles et les fruits d'un figuier australien.

## Reproduction
Ce sont des tortues uniquement aquatiques et seules les femelles sortent de l'eau pour pondre dans le sable.
C'est la seule tortue dont les œufs n'éclosent que dans l'eau. Elle les pond très haut sur les berges, ainsi ils éclosent lors des grandes crues, le meilleur moment pour les petits.

## Galerie

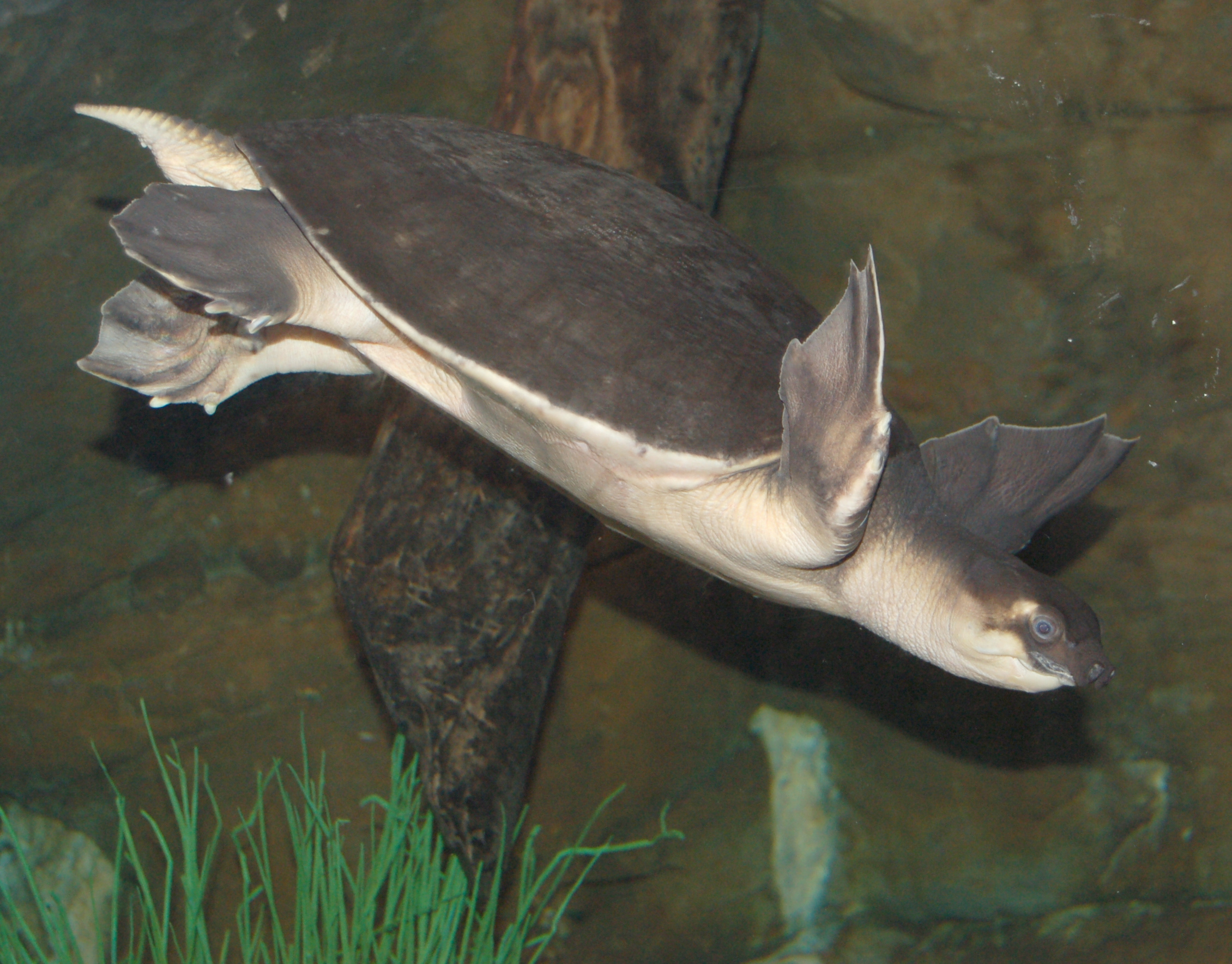
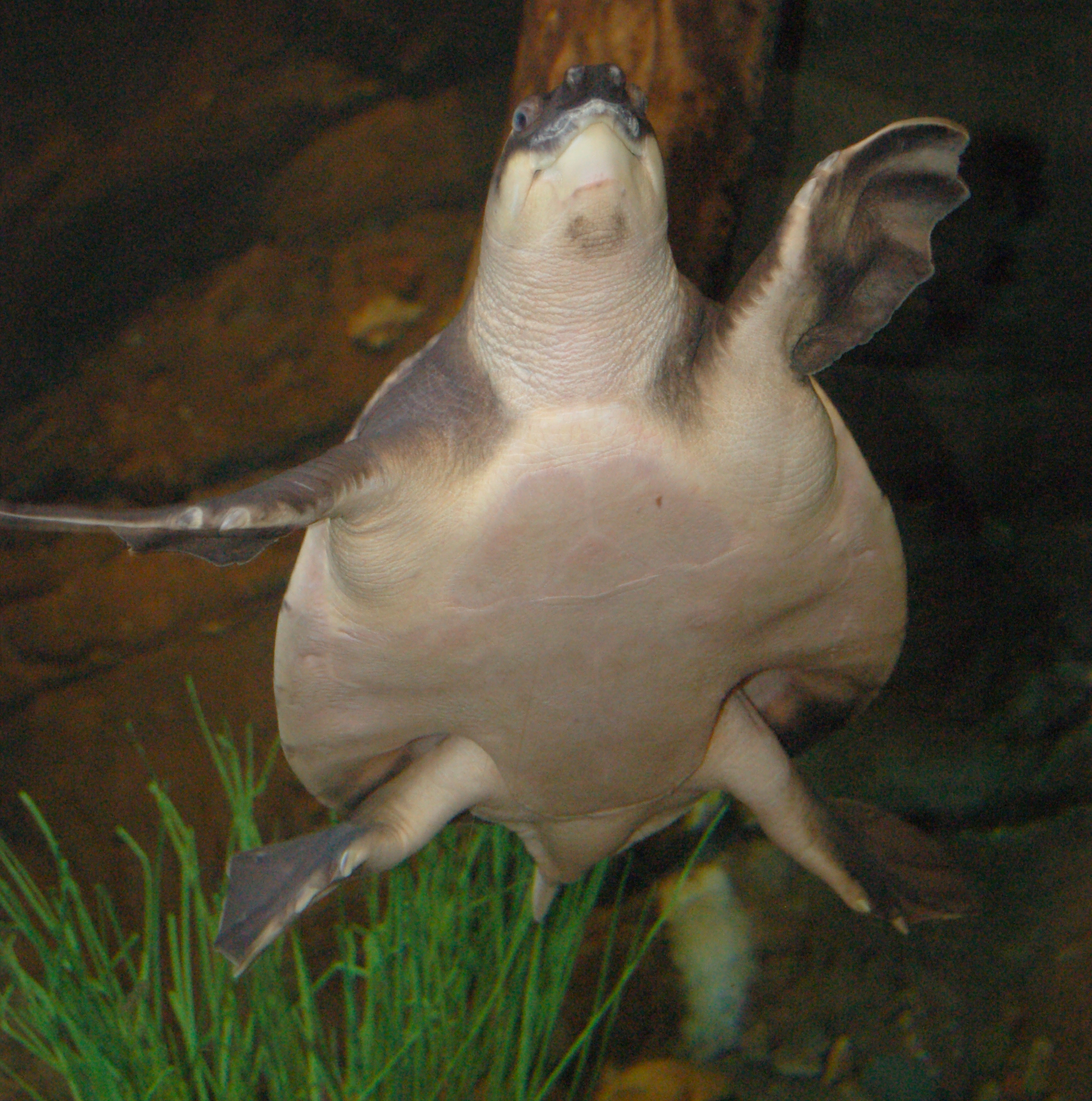
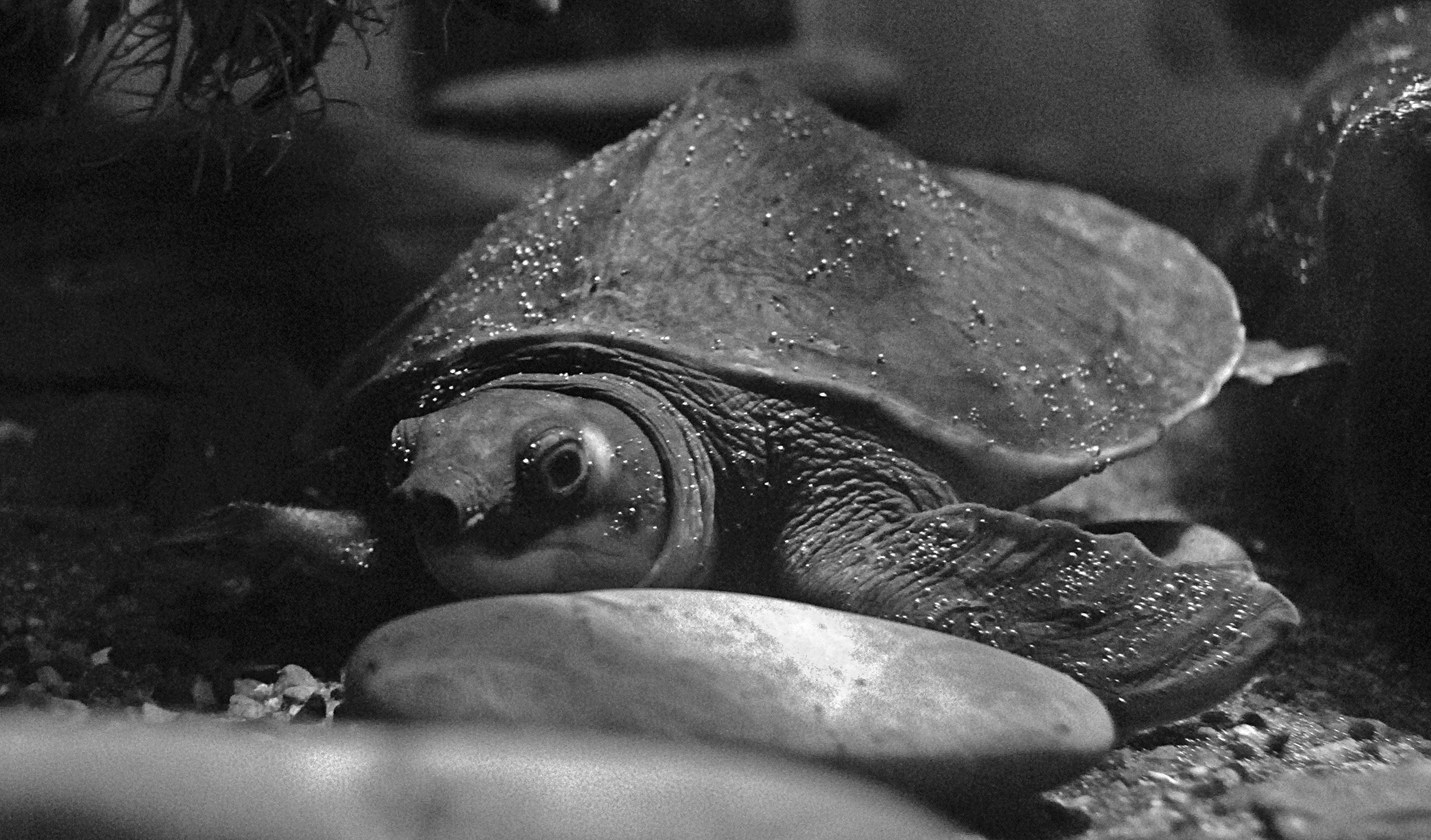

## Publication originale
- Ramsay, 1886 : On a new genus and species of fresh water tortoise from the Fly River, New Guinea. Proceedings of the Linnean Society of New South Wales, ser. 2, vol. 1, p. 158-162 (texte intégral).